# Aleksandr Kótov
Aleksandr Aleksándrovich Kótov (Алекса́ндр Алекса́ндрович Ко́тов) (Tula, Rusia, 12 de agosto de 1913 - Moscú, 8 de enero de 1981) fue un jugador de ajedrez y gran maestro soviético. 
Su familia era de clase obrera. Se sabe poco de la infancia y juventud ajedrecista de Kótov. Estudió y se licenció en ingeniería. En 1939, se traslada y afinca en Moscú.

## Carrera ajedrecística
En 1939 obtiene el segundo lugar en el campeonato de la URSS, con lo que obtuvo además el título de Gran Maestro.
En 1948, obtiene el título de campeón soviético, empatado con David Bronstein. En este mismo año, se clasifica 4º en el Interzonal de Estocolmo, y obtiene el derecho a jugar el Torneo de Candidatos.
En 1950 obtiene el primer puesto en el Torneo de Venecia por delante de Vasili Smyslov y en el Torneo de Candidatos obtiene 8,5 puntos en 18 partidas.
En 1952 en Saltsjobaden, nuevamente en el Interzonal, obtuvo una puntuación de 16,5 en 20 partidas, sin perder ninguna, quedando en el primer puesto por delante de Tigrán Petrosián y Mark Taimánov. En el subsiguiente Torneo de Candidatos de Zúrich (1953), fue el único jugador en ganar al campeón del mismo, Smyslov.
En 1952 y 1954, jugó con la URSS en las olimpíadas del ajedrez. 
En 1962 obtiene el primer puesto en Hastings empatado con Svetozar Gligorić.
Como curiosidad es de señalar que Kótov pudo haber cambiado la historia del ajedrez. En el Torneo de Groninga de 1946. Max Euwe y Mijaíl Botvínnik disputaban el primer puesto en la última ronda, y del resultado de las partidas Euwe-Kótov y Najdorf-Botvínnik dependía el vencedor del torneo. Finalmente Kótov venció a Euwe y Botvínnik ganó el torneo. Euwe era considerado por muchos el sucesor moral del título mundial dejado vacante por Alekhine, y se rumoreaba que si ganaba el Torneo se le otorgaría el título, pero la victoria de Kótov hizo posible que esto no fuera así, y que Botvínnik ganara con posterioridad el título en el enfrentamiento quíntuple de La Haya.
|       |       |       |       |       |       |       |       |       |  |
|       | a8    | b8 rd | c8    | d8    | e8    | f8    | g8 nd | h8 kd |  |
| a7    | b7 pd | c7    | d7 qd | e7 bd | f7    | g7    | h7 pd |       |  |
| a6    | b6    | c6    | d6 pd | e6    | f6 rd | g6    | h6    |       |  |
| a5 pd | b5    | c5 pd | d5 pl | e5 pd | f5    | g5    | h5    |       |  |
| a4    | b4    | c4 pl | d4    | e4 pl | f4 pd | g4    | h4    |       |  |
| a3    | b3    | c3    | d3    | e3    | f3 pl | g3    | h3 pl |       |  |
| a2 pl | b2 pl | c2    | d2 ql | e2 nl | f2 bl | g2 rl | h2 kl |       |  |
| a1    | b1    | c1    | d1    | e1    | f1 rl | g1    | h1    |       |  |
|       |       |       |       |       |       |       |       |       |  |

Kótov era un ajedrecista de corte posicional, que no dudaba en declarar que admiraba la capacidad de Alekhine para el ataque y la combinación. No obstante, esto no quiere decir que no supiera atacar y efectuar bonitas y efectivas combinaciones, como lo demuestra la famosa partida jugada contra Yuri Averbaj en el Torneo de Candidatos de Zúrich.

## Producción literaria
Kótov escribió varios libros sobre ajedrez siendo considerado un escritor sobresaliente, y el que mejor ha sabido plasmar la producción mental del ajedrecista de élite, así como también sus errores, sorprendiendo por la demostración de estados que han podido ser reconocidos por todos los practicantes del deporte de cualquier nivel, pues pueden ser comprendidos incluso por los principiantes.
Destacan entre sus libros su célebre trilogía, Piense como un Gran Maestro, Juegue como un Gran Maestro y Entrene como un Gran Maestro. Estos libros no se dedican a aconsejar sobre la situación de las piezas en el tablero, ni entran profundamente en la táctica y la estrategia del juego, pero sí en el método de pensamiento que se debe emplear durante el mismo. 
También indagó en la historia del ajedrez soviético, sobre la que tiene un precioso libro.
Admirador confeso de Alekhine, estudió su vida y su producción ajedrecística, y nos donó una serie de 4 volúmenes titulados Herencia ajedrecista de Alexandre Alekhine, así como el libro Alekhine sobre su vida y sus mejores partidas.

## Admiración por Alekhine
Kótov dedicó parte de su vida y de sus investigaciones a estudiar la controvertida vida y la aportación al ajedrez de Alexandre Alekhine, legándonos en sus libros sus valiosos descubrimientos sobre este genio. Gran admirador suyo, Kótov intentó limpiar la imagen de antibolchevique y antisemita que le perseguía, en sus libros. Aunque aporta importantes descubrimientos sobre su vida, la admiración que le profesaba le hace pecar de falta de objetividad en ocasiones, lo que no impide que hoy en día esté considerado el mejor y más acreditado de sus biógrafos.
Como ejemplo de esa admiración, han quedado para la posteridad sus siguientes frases:
- "Es difícil encontrar a alguien con el talento para las combinaciones equiparable al de Alekhine, que lo desarrolló hasta la perfección."
- "Era un ajedrecista universal, que sabía escoger lo mejor de los estilos de jugadores contemporáneos."
- "Alexandre Alekhine ha pasado a la historia del ajedrez como un gran artista creador de lienzos ajedrecistas dignos de memoria. En el transcurso de unas cuatro décadas ofreció al mundo obras llenas de ideas audaces, de originalidad y de vasta fantasía."
- "Cuando en los torneos terminaba sus partidas, se pasaba horas analizando las partidas de los demás, sin importarle si se trataba de partidas de grandes maestros o de jugadores de segunda categoría."
- "Alekhine era un maestro del ataque insuperable. Sin embargo, durante su extensa experiencia ajedrecística se encontraba muchas veces en posiciones difíciles, que exigían una defensa larga y perseverante. De no haber dominado los más importantes métodos de defensa, nunca hubiera conseguido resultados tan brillantes."
- "Alekhine sorprendió tres veces al mundo del ajedrez: al ganar contra Capablanca, al perder contra Euwe, y al recuperar el título contra Euwe."
- "Amaba profundamente al ajedrez. Hasta el último minuto de su vida se pasaba noches enteras analizando partidas a la luz de una lámpara."
- "Luchaba por la belleza y la profundidad de su arte a través de sus clases, artículos y libros."
- "Toda su vida había soñado con morir sin ser derrotado y su sueño se cumplió."
- "El recuerdo de Alekhine, mago del ajedrez, durará mientras exista este juego, al cual dedicó su capacidad, sus pensamientos y su vida desde la infancia hasta la muerte."

Es notorio que Kótov fue un amante del ajedrez, y si bien no pudo demostrar su amor hacia este juego poniéndose a la altura competitiva de otros jugadores soviéticos, sí que pudo hacerlo en su producción literaria. Su frase "El aprendizaje del ajedrez produce auténtico placer y los éxitos deportivos o creativos que se obtienen luego, reportan plena satisfacción" es una buena demostración de ello.